# Marcus Clodius Flaccus

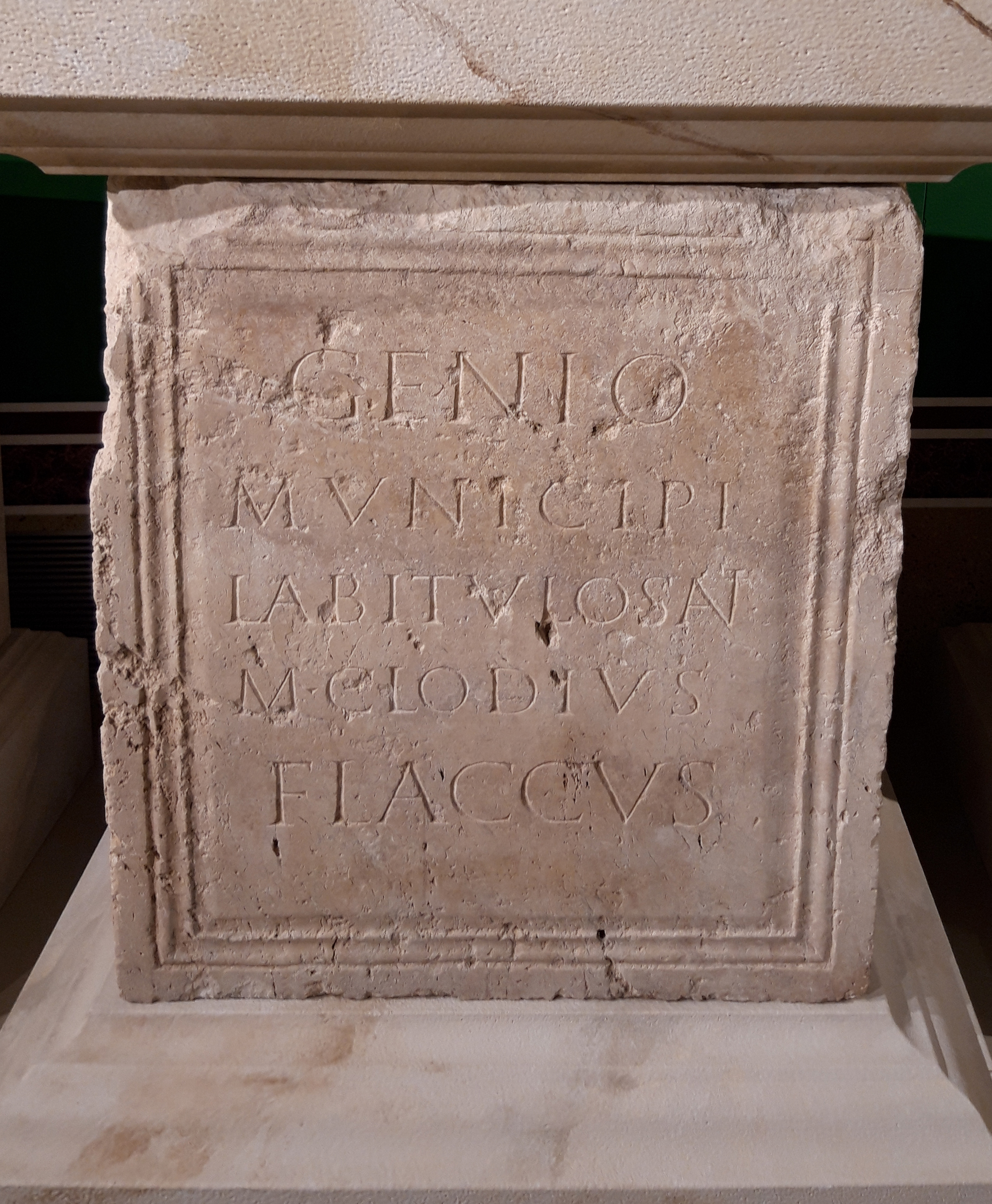
Eine der Inschriften aus Labitolosa

Marcus Clodius Flaccus (vollständige Namensform Marcus Clodius Marci filius Galeria Flaccus) war ein im 2. Jahrhundert n. Chr. lebender Angehöriger des römischen Ritterstandes (Eques). Durch drei Inschriften, die in Labitolosa gefunden wurden, ist seine Laufbahn bekannt.
Flaccus übte zunächst lokale Ämter aus; er war zweimal IIvir und danach Priester (Flamen). Durch eine der Inschriften ist belegt, dass er durch Hadrian (117–138) als Richter ausgewählt wurde (adlecto in quinque decurias). Danach diente er als Tribunus militum in der Legio IIII Flavia, die ihr Hauptlager in Singidunum in der Provinz Moesia superior hatte.
Flaccus war in der Tribus Galeria eingeschrieben. Zwei der Inschriften wurden ihm zu Ehren durch den Stadtrat bzw. die Bürger wegen seiner Verdienste für die Gemeinde (ob plurima erga rem publicam suam merita) errichtet; die dritte Inschrift wurde gemäß seinem Testament durch seine Erbin Cornelia Neilla errichtet. Flaccus ist durch eine weitere Inschrift belegt, die er dem Genius des Municipiums errichtete.

## Datierung
Bei der Epigraphik-Datenbank Clauss-Slaby werden die Inschriften aus Labitolosa auf 117/138 bzw. auf 101/150 datiert.